# Ys (Computerspielreihe)
Ys (jap.: イース) ist eine Reihe von Computer-Rollenspielen des japanischen Entwicklers Nihon Falcom.

## Spielwelt und Rahmen
Die Ys-Reihe erzählt die Abenteuergeschichten des Helden Adol Christin, der vom Spieler gesteuert wird. Gemäß Hintergrunderzählung hat Adol mehr als 100 Abenteuerberichte geschrieben, jedes Spiel entspricht dem Inhalt eines dieser Berichte. Damit besteht eine gewisse Kontinuität und Progression innerhalb der Reihe. Adols auffälligstes Erkennungsmerkmal sind seine roten Haare, die sich ursprünglich durch die begrenzten Farbpalette für den ersten Serienteil begründete. Ansonsten bleibt die Charakterisierung in den Spielen sehr vage, da Adol nicht spricht. Damit bleibt sein Wesen auch im Sinne des Entwicklerteams in weiten Teilen der Interpretation jedes einzelnen Spielers überlassen und soll die Identifikation vereinfachen. Dazu zählt auch, dass er in den Spielen keine Romanze eingeht und auf entsprechende Avancen nicht eingeht.
Die Welt von Ys ist Europa lose nachempfunden. Jeder Teil spielt in einer anderen Region dieser Spielwelt und macht die Erkundung und das Kennenlernen dieser Region zu einem Teil der Spielerfahrung.

## Veröffentlichungsgeschichte
Die ersten beiden Titel waren zunächst als ein Spiel geplant, wurden dann jedoch auf zwei Spiele aufgeteilt, wovon der erste 1987, der zweite 1988 erschien. Späteren Neuveröffentlichungen fassen diese beiden Titel oftmals zusammen. Die auffälligste Veränderung des dritten Teils Wanderers from Ys aus dem Jahr 1988 war der Wechsel der Kameraperspektive zu einem Sidescroller, ähnlich Zelda 2. Ebenfalls ähnlich wie bei Zelda stieß diese Änderung jedoch auf wenig Gegenliebe und blieb der einzige Titel aus dieser Perspektive.
Die beiden als Teil 4 bezeichneten Titel The Dawn of Ys (PC Engine, 1993) und Mask of the Sun (SNES, 1993) wurden nicht von Nihon Falcom entwickelt, sondern entstanden unter Lizenz bei Hudson Soft und Tonkin House. Wegen einer Kündigungswelle hatte Nihon Falcom nicht die Kapazitäten, das Spiel selbst zu entwickeln, als Hudson Soft wegen des Erfolgs der Vorgänger auf der PC Engine einen Nachfolger anfragte. Nihon Falcom erstellt für Hudson Soft ein Designdokument, überließ die Ausführung dann jedoch dem Partner. Später wurde das Designdokument weiteren Studios angeboten, darunter Tonkin House. Beide Spiele haben gemeinsame Grundzüge, unterscheiden sich jedoch in der Ausführung. In der Darstellung Nihon Falcoms galt lange Zeit Mask of the Sun als kanonisch, da es sich näher an die Designdokumente des Unternehmens hielt. Allerdings galt Hudson Softs Fassung gemeinhin als das bessere Spiel.
Mit Ys V: Lost Kefin, Kingdom of Sand erschien 1995 wieder ein offiziell von Falcom selbst entwickelter Titel, diesmal für SNES. Ys VI: The Ark of Napishtim aus dem Jahr 2003 kam zunächst wieder für PC, wurde mit Unterstützung von Hudson Soft dann aber auch auf PlayStation 2 und die mobile Konsole PlayStation Portable (PSP) portiert. Die Engine wurde Grundlage für die nächsten Veröffentlichungen der Reihe. Ys: Oath in Felghana aus dem Jahr 2005 für PC war ein Remake des dritten Teils, das über Xseed Games und zusammen mit Ys I & II auch Zugang zum westlichen Markt fand. Ebenfalls 2005 erschien das von Taito entwickelte erste Remake von Ys IV mit dem Titel Ys IV: Mask of the Sun – A New Theory. Es bedient sich der Vorlage von Tonkin Softs SNES-Titel, erlaubt sich aber weitergehende Freiheiten bei der Handlung und veränderte das ursprüngliche Spielprinzip erheblich. Im 2006 für PC veröffentlichten Ys Origin ist erstmals nicht Adol Christin die Hauptfigur. Stattdessen erzählt es eine Vorgeschichte zur Spielwelt und gibt tiefere Einblicke in die Handlung und Schauplätze der ersten beiden Teile.
2007 entstand in Kooperation mit dem koreanischen Entwickler CJ Internet das MMORPG Ys Online. Es spielte mehrere hundert Jahre nach den Abenteuern von Adol Christin. Veröffentlicht wurde das Spiel ab 2007 in Korea, China, Japan und Taiwan. Die europäischen Server gingen Ende Juni 2009 in die offene Beta, wurden aber noch im selben Jahr wieder eingestellt. 2012 wurden die taiwanesischen Server als letzte abgeschaltet.
Mit dem allmählichen Übergang von 2D zu 3D verlagerte sich der Schwerpunkt der Spiele von der Dungeon-Erkundung auf das Kampfsystem als Zentralelement. Mit Ys Seven aus dem Jahr 2009 griffen mehrere technische und spielerische Veränderungen. Es wurde originär für die PSP entwickelt und markierte damit die endgültige Abkehr vom PC als Leitplattform. Erstmals war die Grafik des Spiels dazu vollständig in 3D-Grafik gehalten und statt Adol als alleinige Spielfigur zu lenken, bereist man die Spielwelt mit einer Heldengruppe, wobei Adol weiterhin die einzige Konstante ist. Auch wurde in diesem Spiel die bis dahin charakteristische Bump-Attacke gegen ein animiertes Kampfsystem ausgetauscht. 2012 veröffentlichte Nihon Falcom mit Ys: Memories of Celceta ein eigenes Remake der Handlung von Ys 4, die Elemente sowohl aus The Dawn of Ys als auch Mask of the Sun aufgreift und im Sinne des Unternehmens neu interpretiert. Es war gleichzeitig Nihon Falcoms erstes Spiel, das für die mobile Konsole PlayStation Vita veröffentlicht wurde. Anlass war die Wiederentdeckung der alten Designdokumente und das anstehende 25-jährige Serienjubiläum. Aus Sicht Nihon Falcoms bot das Spiel aufgrund seiner Handlungsprämisse außerdem einen guten Einstieg für Neukunden, die bislang nicht mit der Serie vertraut waren. Der offizielle achte Teil Lacrimosa of Dana, der auf der Engine von Celceta aufbaute, erschien 2016 zunächst ebenfalls für PlayStation Vita. Gleichzeitig begann mit diesem Titel der Wechsel zurück auf die stationären Konsolen, zunächst der PlayStation 4, später auch der Hybridkonsole Switch. 2019 erschien Ys IX: Monstrum Nox für Windows, Switch, PlayStation 4 und – mittels Abwärtskompatibilität – PlayStation 5. 2023 kam Ys X: Nordics auf den Markt. Das Spiel enthält erstmals die Möglichkeit von Seereisen und Seegefechten.

## Veröffentlichte Titel

### Hauptreihe
- 1987: Ys I: Ancient Ys Vanished (IIgs, DOS, FM-7, MSX, NES, PC-88, PC-98, Master System, X1, Win)
- 1988: Ys II: Ancient Ys Vanished – The Final Chapter (FM-7, MSX, NES, PC-88, PC-98, X1, Win)
- 1989: Ys III: Wanderers from Ys (Mega Drive, MSX, NES, PC-88, PC-98, PS2, X68000, SNES, PC Engine CD, Win)
- 1993: Ys IV: Mask of the Sun (SNES)
- 1993: Ys IV: The Dawn of Ys (PS3, PSP, PS Vita, PC Engine CD)
- 1995: Ys V: Lost Kefin, Kingdom of Sand (SNES, PS2)
- 2003: Ys VI: The Ark of Napishtim (PS2, PSP, Win)
- 2006: Ys Origin (Switch, PS4, PS Vita, Win, XOne)
- 2009: Ys Seven (PSP, Win)
- 2016: Ys VIII: Lacrimosa of Dana (Switch, PS4, PS Vita, Win)
- 2019: Ys IX: Monstrum Nox (Switch, PS4, Win)
- 2023: Ys X: Nordics (Switch, PS4, Win)

### Ableger, Remakes und Remaster
- 1989: Ys I & II (PC Engine CD, Wii, NDS, PSP, Win, Android, iOS)
- 2005: Ys: The Oath in Felghana (PSP, PS Vita, Win)
- 2005: Ys IV: Mask of the Sun – A New Theory (PS2)
- 2006: Ys Strategy (NDS)
- 2009: Ys Online: The Call of Solum (Win)
- 2010: Ys vs. Sora no Kiseki: Alternative Saga (PSP)
- 2012: Ys: Memories of Celceta (PS4, PS Vita, Win)
- 2023: Ys Memoire: The Oath in Felghana (Switch)